# VLA-4

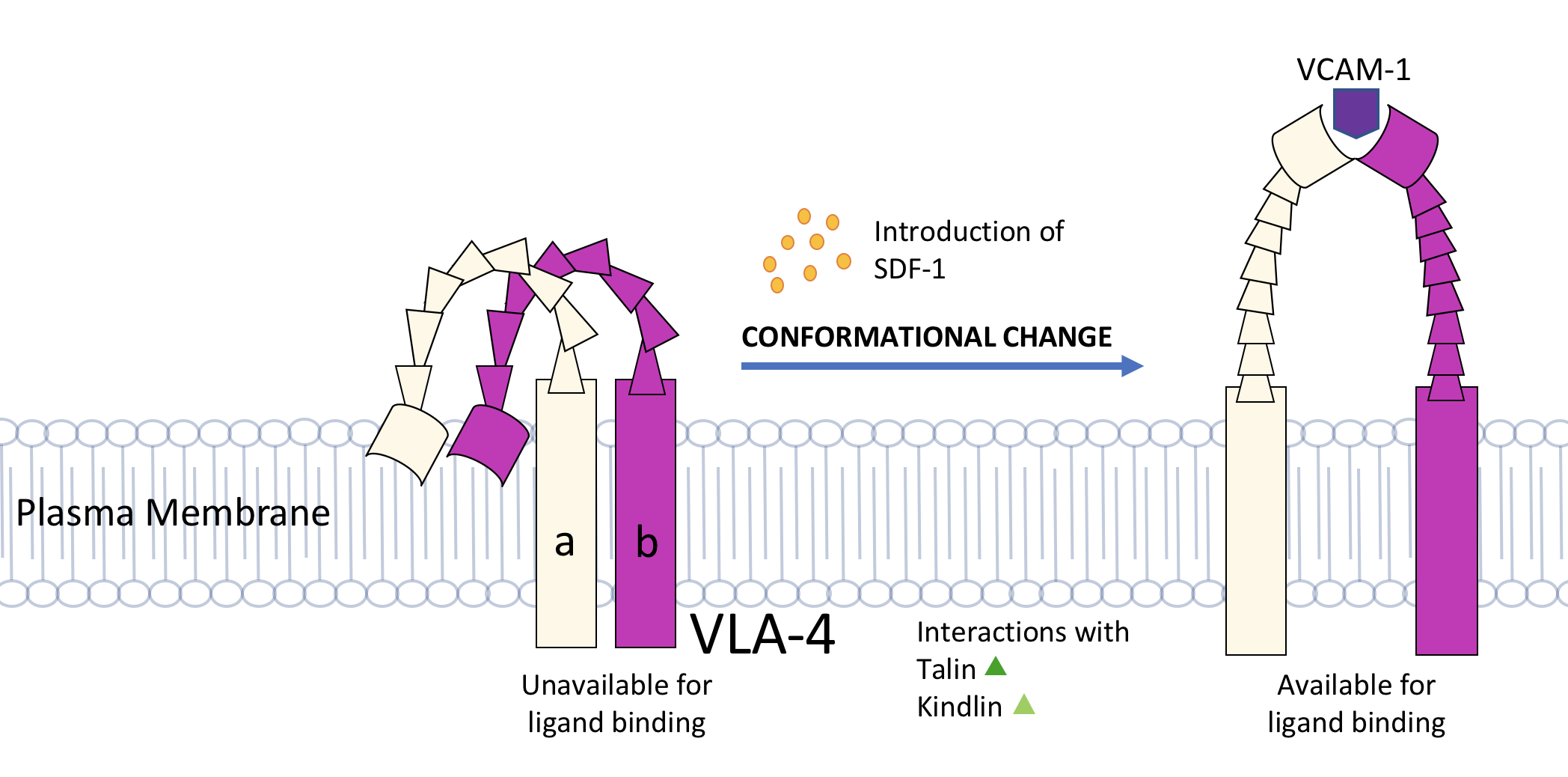
α、βサブユニットはSDF-1などのケモカインに応答してコンフォメーション変化を起こし、VCAM-1などのリガンドと相互作用する。

VLA-4（very late antigen 4）またはα4β1インテグリン（integrin α4β1）は、CD49d（α4インテグリン）とCD29（β1インテグリン）から構成されるインテグリン二量体である。α4サブユニットは155 kDa、β1サブユニットは150 kDaである。

## 機能
VLA-4は、造血系において幹細胞、前駆細胞、T細胞、B細胞、単球、NK細胞、好酸球の表面に発現しているが、好中球では発現していない。VLA-4は炎症を必要とする組織への白血球の移動を補助することにより、免疫系による炎症応答を促進する機能を果たす。特に、細胞接着において重要な因子である。
しかしながら、VLA-4は白血球が走化性因子や他の刺激（多くの場合、損傷部位の内皮やその他の細胞によって産生される因子）によって活性化されるまで、リガンドを結合することはない。VLA-4の主なリガンドはVCAM-1やフィブロネクチンであり、活性化を担うケモカインの1つがSDF-1である。SDF-1の結合後、インテグリンのα、βサブユニットにはコンフォメーション変化が生じ、リガンドへの高親和性結合が可能な状態となる。この変化は、VLA-4の細胞内領域と相互作用するタリンやキンドリン（kindlin）といったタンパク質によって行われる。
VLA-4の細胞膜上での発現は、細胞種に依存して異なる成長因子やケモカインによって調節されている。T細胞では、IL-4によってVLA-4の発現はダウンレギュレーションされる。CD34陽性細胞では、IL-3とSCFはアップレギュレーションを引き起こし、G-CSFはダウンレギュレーションを引き起こす（幹細胞はCD34陽性細胞である）。

## 造血における役割
VLA-4は造血幹細胞や前駆細胞上に存在し、これらの細胞は主に骨髄に存在する。VLA-4、特にαサブユニットは前駆細胞の局在と循環に重要である。マウスでは、抗αサブユニット抗体の注入によって前駆細胞の全身循環と持続期間が増大することが示されている。造血幹細胞を末梢血へ動員するためには、細胞表面のVLA-4のダウンレギュレーションが必要である。

## 臨床的意義

### 幹細胞と前駆細胞
VLA-4のコンフォメーション変化を標的とした低分子化合物は、造血幹細胞動員のための新たな薬剤候補となる可能性がある。マウスではαサブユニットのノックアウトは胎生致死となる。

### 多発性硬化症
多発性硬化症においては、VLA-4はT細胞が脳へのアクセスを獲得する過程に必須の役割を果たしている。VLA-4は、通常は免疫細胞のアクセスを制限している血液脳関門の通過を可能にしており、多発性硬化症の重症度はα4インテグリンの発現との正の相関がみられる。自己免疫反応を防ぐアプローチの1つとしてはVLA-4の作用の遮断があり、T細胞は脳へ移行できず、そのためミエリンタンパク質を攻撃することができなくなる。抗α4インテグリン抗体であるナタリズマブは、こうした機序で作用する多発性硬化症治療薬である。

### 他の炎症性疾患の治療
VLA-4の作用を遮断するVLA-4アンタゴニストはいくつかの炎症性疾患の治療への応用の可能性がおり、多発性硬化症以外にも気管支喘息への治療への利用が検討されている。また、ナタリズマブはクローン病に対する初期の臨床試験では一部成功を収めており、40%以上の寛解率が報告されている。一方で、ナタリズマブは進行性多巣性白質脳症などいくつかの副作用のため、その使用に関してはいまだ議論がある。
VLA-4のリガンド結合親和性を低下させる他のアロステリックアンタゴニストも発見されている。

### 化学療法への感受性
造血組織の悪性腫瘍の患者では、VLA-4とリガンドとの相互作用が化学療法への感受性に影響を及ぼすことが示されている。